# Hexenturm (Jülich)

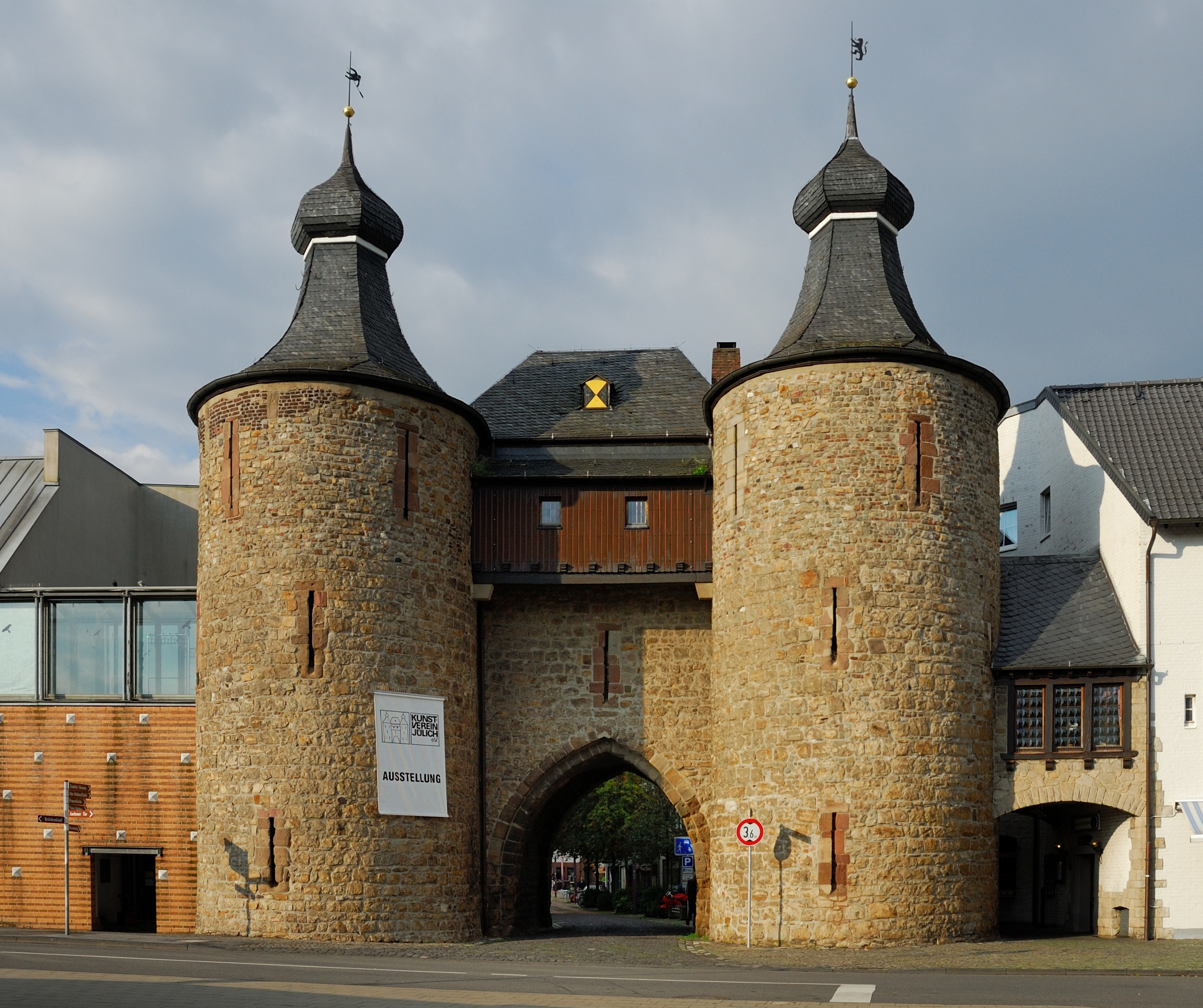
De Hexenturm (2009)

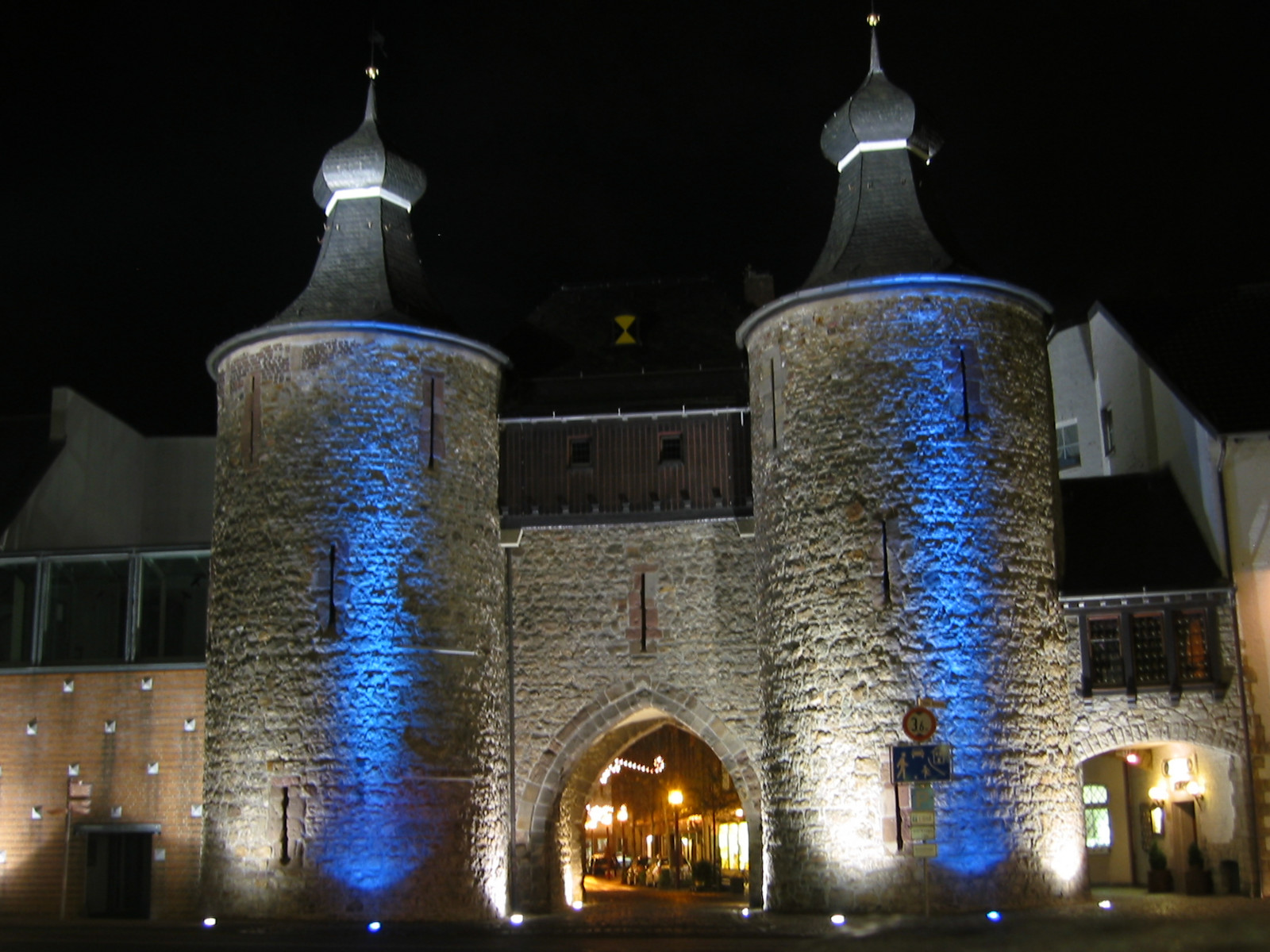
De Hexenturm met lichtinstallatie in de nacht

De Hexenturm (Nederlands: Heksentoren) is een stadspoort van de Duitse stad Jülich. Oorspronkelijk werd de Hexenturm "Rurtor" genoemd en is thans de enige overgebleven stadspoort van het stadje. De poort ligt aan de westkant en maakte deel uit van de middeleeuwse stadsverdediging en verdediging van de stad. In de toren bevindt zich thans het Stadtgeschichtliche Museum Jülich waar de historie van de stad wordt verteld.

## Bouwbeschrijving
De Hexenturm is een typisch gotische stadspoort van het type dubbeltorenpoort. Zijn muurwerk bestaat uit breuksteen. Het gebouw is tot de bovenste rand van het muurwerk 12,75 meter hoog en heeft het muurwerk heeft een dikte van 1,6 tot 2,3 meter. De doorgang is 4,7 meter breed en 5,2 meter hoog, ze is van een valhek voorzien en heeft 17 schietgaten. Oorspronkelijk bezaten de beide torens weerplatformen met kantelen die in de 17e eeuw van uivormige daken voorzien werden. Tegenwoordig draagt de poort na de restauratie van 1964 opnieuw uivormige torenspitsen. De ramen van de vier vensters aan de stadszijde van het poortgebouw stammen uit de 18e en 19e eeuw. Aan de buitenzijde van de noordtoren is de aansluiting met de gelijktijdig bestane stadsmuur te herkennen, die op deze plek 1,7 meter dik was.

## Geschiedenis
De Rurtor is een van de drie of vier stadspoorten in de middeleeuwse stadsmuur van de stad Jülich. Op die weerfunctie wijzen nog de schietgaten, het valhek en de deuropeningen bij de weergang. De Hexenturm werd in het begin van de 14e eeuw gebouwd. De poort heeft veel namen gehad, zoals "Porta Rurae" (Latijn voor "Rurtor", Nederlands: "Roerpoort"), "Gefangenenthürn", "Gefängnußthurm" en "Hessenturm", totdat "Hexenturm" in de 18e eeuw de gangbare benaming werd. De duidingen ontstonden in de tijd dat het gebouw als gevangenis van het hogerrechtshof en strafgerecht van het Hertogdom Jülich gebruikt werd. De naam is misleidend, omdat van Jülich slechts een paar individuele gevallen van de zogenaamde heksen overgeleverd zijn.
Na de vrijwel volledige vernietiging van Jülich in de Tweede Wereldoorlog werden in 1949/1952 de eerste zekeringsmaatregelen uitgevoerd, waarna van 1961 tot 1964 een verdere restauratiefase plaatsvond waarbij ook de uit de 17e eeuw afkomstige uivormige daken origineel hersteld werden.
Sinds 2005 wordt de stadspoort door een lichtinstallatie verlicht.